# Ośnieżyce

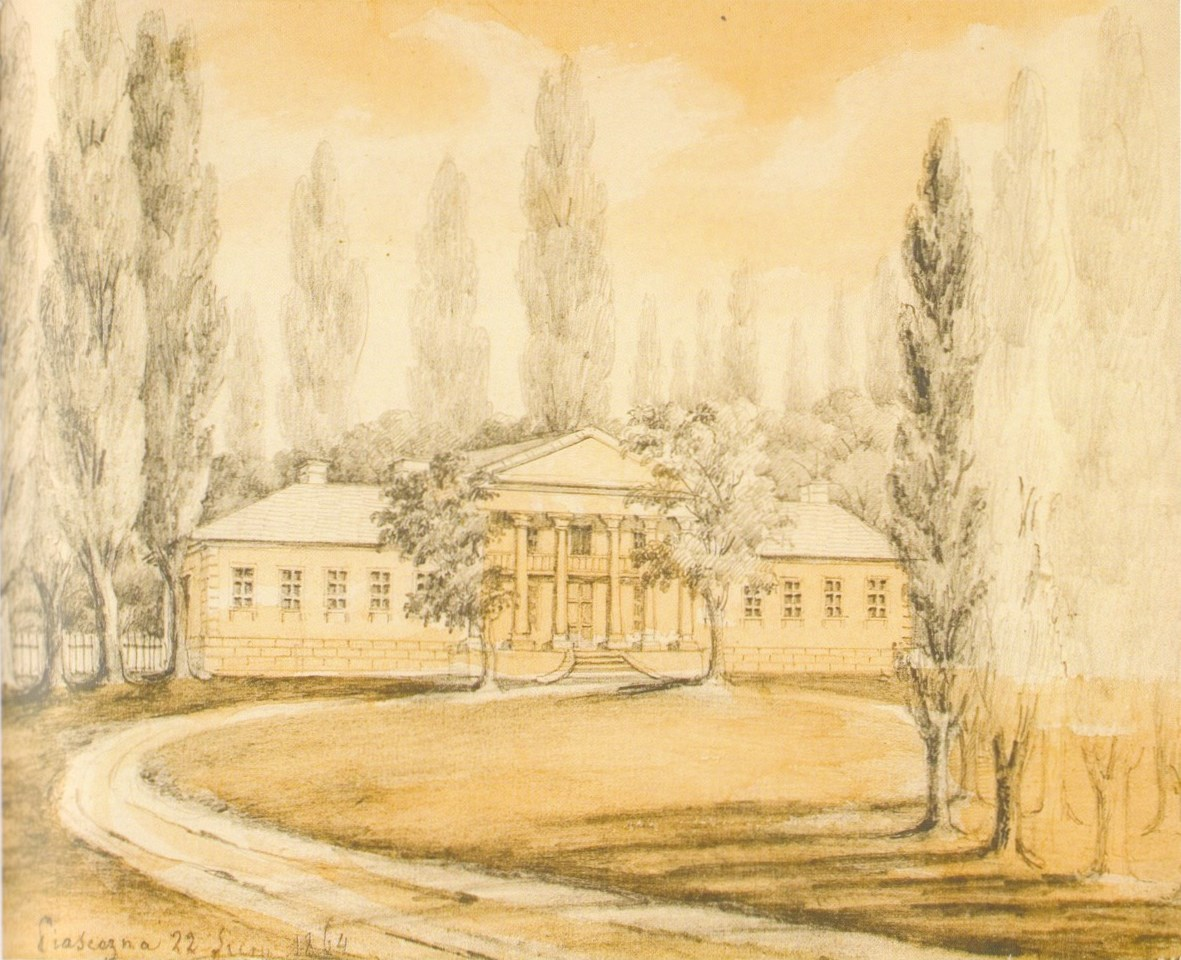
Pałac Pusłowskich i Platerów w Piasecznej. Rysunek Napoleona Ordy, 1864

Ośnieżyce (biał. Аснежыцы; ros. Оснежицы) – agromiasteczko na Białorusi, w rejonie pińskim obwodu brzeskiego, nad rzeką Jasiodłą, około 8 km na północ od centrum Pińska, siedziba sielsowietu. 

## Historia
Majątek Ośnieżyce, w skład którego wchodziły 2 wsie o tej nazwie, był znany od XVI wieku. Należał wtedy do dóbr Dowgierdziszki Zawiszy na podstawie przywilejów królowej Bony z 1524 roku. W testamencie z 20 lipca 1540 roku, potwierdzonym przywilejem króla Zygmunta Starego z 5 listopada tego roku, zapisał on m.in. Ośnieżyce swej żonie Annie kniagini Połubińskiej (córce starosty mścisławskiego Bazylego Połubińskiego). Krzysztof i Jan Zawiszowie sprzedali majątek Makaremu Martynowiczowi w 1557 roku. W 1592 roku była to własność Jerzego Karęgi, po czym przeszła w ręce jezuitów. Po kasacie zakonu (w 1773 roku) król Stanisław August przekazał te dobra Adamowi Skirmuntowi, sędziemu grodzkiemu pińskiemu. 
Wieś duchowna położona była w końcu XVIII wieku w powiecie pińskim województwa brzeskolitewskiego. 
Po II rozbiorze Polski w 1793 roku znalazły się na terenie Imperium Rosyjskiego.
W latach 80. XIX wieku wioski liczyły 36 i 16 domów. Na początku XX wieku działała tu szkoła (70 uczniów), która kontynuowała działalność w okresie międzywojennym jako trzyklasowa szkoła powszechna.
Po ustabilizowaniu się granicy polsko-radzieckiej w 1921 roku Ośnieżyce znalazły się na terenie Polski, w gminie Stawek powiatu pińskiego województwa poleskiego (od 1928 roku – w gminie Pinkowicze), od 1945 roku – w ZSRR, od 1991 roku – na terenie Republiki Białorusi.
Po II wojnie światowej obie wsie zostały połączone. W roku 1970 rozpoczęto przebudowę wsi na wzór osiedla miejskiego. Obecnie w centrum wsi znajduje się duży plac, z szerokim wjazdem od strony Pińska, przy placu stoją budynki administracyjne, centrum handlowe, dom kultury z salą na 600 osób. Działa tu kołchoz.
Półtora kilometra na zachód od wsi istniało skrzyżowanie drogi ze wsi z drogą, która obecnie jest trasą szybkiego ruchu M10 Homel–Kobryń. Stoi tam samotnie wśród pól wzniesiona w XIX wieku kolumna (nazywana w przewodnikach kaplicą), z której szczytu skradziono figurę św. Jana Chrzciciela. Jest jedynym świadkiem istnienia niegdyś w tym miejscu majątku, folwarku i pałacu o nazwie Piaseczna (błr. Пясэчна). Kolumna jest historyczno-kulturalnym zabytkiem Republiki Białoruś.

## Dawny majątek i pałac Piaseczna
Według Słownika geograficznego Królestwa Polskiego (tom 8., wydany w 1887 roku) dobra Piaseczna obejmowały wtedy 8549 dziesięcin ziemi, mieszkało tu 213 osób, do niedawna był tu kościół filialny parafii pińskiej. W XVIII wieku było to dziedzictwo rodziny Druckich-Lubeckich. Majątek przeszedł w posiadanie Pusłowskich prawdopodobnie w wyniku ślubu Józefy Druckiej-Lubeckiej (córki Franciszka Druckiego-Lubeckiego, kasztelana pińskiego) z Wojciechem Pusłowskim herbu Szeliga (1762–1833). Kolejnymi dziedzicami Piasecznej byli: syn Wojciecha Wandalin (1814–1884) i córka Wandalina, Genowefa (1852–1936), która, wychodząc w 1872 roku za hr. Adama Platera (1836–1909), wniosła mu Piasecznę w posagu. Ostatnim właścicielem Piasecznej i m.in. sąsiednich majątków Zapole i Dobra Wola był ich syn Stefan (1873–1951).
Do I wojny światowej siedzibą Pułowskich i Platerów był dwór lub pałac narysowany przez Napoleona Ordę w 1864 roku. Był to klasycystyczny piętrowy w części centralnej, jedenastoosiowy budynek na wysokim fundamencie z sześciokolumnowym portykiem w wielkim porządku. Pod trójkątnym frontonem był szeroki balkon. 
I wojna światowa przetoczyła się przez folwark: jego teren był zryty okopami, a zabudowania zostały zniszczone. W 1920 roku właściciel rozparcelował majątek, a swoją siedzibę przeniósł do pobliskiego Zapola.
Po majątku pozostała jedynie wpomniana wyżej kolumna na rozstajach.
Majątek w Piasecznej jest opisany w 2. tomie Dziejów rezydencji na dawnych kresach Rzeczypospolitej Romana Aftanazego.